# Veliki Kamen
Veliki Kamen je naselje v Občini Krško.